# مسجد احمد بیگ
مسجد احمد بیگ مربوط به دوره قاجار است و در شهرستان قزوین، خیابان سعدی شمالی، کوچه بهرامی واقع شده و این اثر در تاریخ ۱۰ مهر ۱۳۸۰ با شمارهٔ ثبت ۴۲۰۳ به‌عنوان یکی از آثار ملی ایران به ثبت رسیده است.